# 島田和正
島田 和正（しまだ かずまさ、1985年（昭和60年）3月12日 - ）は、フジテレビ編成総局バラエティ制作センターバラエティ制作部に所属する日本のテレビディレクター・演出家。

## 人物
自他共に認めるアイドルオタクである。テレビプロデューサーの佐久間宣行がプロデュースを担当するアイドルグループ「ラフ×ラフ」のYouTube動画にゲスト出演した際に、初めての推しはももいろクローバーZの高城れに、尊敬するアイドルは平手友梨奈だと語っている。
フジテレビでは「音組」に所属し、主に音楽番組の演出を担当。アイドルが集まるメドレー企画で自身の推しを「推しだから」という理由でセンターに抜擢したこともある。
自身が総合演出を務める『オールナイトフジコ』内で番組に出演するフジコーズの特定メンバーを贔屓しているのではないかと出演者から番組内でたびたび話題にされることがある。

## 現在の担当番組

### レギュラー番組
- MUSIC FAIR（演出）[2]
- 坂道の向こうには青空が広がっていた。（ディレクター）

### 特別番組
- FNS歌謡祭（プロデューサー）[3]
  - FNS歌謡祭 春
  - FNS歌謡祭 夏
  - FNS歌謡祭 秋

## 過去の担当番組

### レギュラー番組
- 僕らの音楽（AD→ディレクター）
- KinKi Kidsのブンブブーン（ディレクター）
- ユミパン（ディレクター）
- 水曜歌謡祭（フロアディレクター）
- EG-style（音楽ディレクター・プロデューサー）
- オールナイトフジコ（演出→総合演出）[4]

### 特別番組
- とんねるずが生放送!音楽番組全部見せます!!-名曲で元気になろう-（AD）
- ENGEIグランドスラム（「ENGEI歌謡祭」ディレクター
- ジャニーズカウントダウンライブ
  - ジャニーズカウントダウン 2016-2017（ディレクター）
  - ジャニーズカウントダウン 20周年記念超豪華年越し生放送（ディレクター）
  - ジャニーズカウントダウン 2018-2019 平成ラストの夢物語!ジャニーズ年越し生放送（ディレクター）
  - ジャニーズカウントダウン 2019-2020 令和ファーストの夢物語!ジャニーズ年越し生放送（ディレクター）
  - 日本中に元気を!! ジャニーズカウントダウン 2020-2021 〜東京の街から歌でつながる生放送〜（ディレクター）
  - 東京ドームに2年ぶりの大集合! ジャニーズカウントダウン2021→2022（ディレクター）
- FNS27時間テレビ
  - FNS27時間テレビ 女子力全開2013 乙女の笑顔が明日をつくる!!（「真夏のなでしこ歌謡祭」ディレクター）
  - FNS27時間テレビ めちゃ²ピンチってるッ! 1億2500万人の本気になれなきゃテレビじゃないじゃ〜ん!!（ディレクター）
  - FNS27時間テレビフェスティバル!（「ナオトの!27時間でみんなと一緒に100曲歌うフェス」演出）
  - FNS27時間TV鬼笑い祭（NHK「Venue101」とのコラボ企画「ビートdeトーヒ」のフジテレビ側演出）
  - FNS27時間テレビ日本一たのしい学園祭!（ディレクター）
- FNSラフ&ミュージック～歌と笑いの祭典（プロデューサー）
- FNSラフ&ミュージック2022～歌と笑いの祭典（プロデューサー）
- レッツケイバフジコ（演出）
- TIF Presents ONE SONG FES.（企画・演出）

## 出演
- オールナイトフジコ（2024年6月15日、フジテレビ）